# Blastopathes medusa
Blastopathes medusa — вид коралових поліпів родини Antipathidae ряду антипатарій (Antipatharia). Описаний у 2020 році.

## Поширення
Вид поширений на заході Тихого окену. Виявлений у затоці Кімбе острова Нова Британія (Папуа Нова Гвінея).

## Опис
Колонія складається з ниткоподібних гілок, які ростуть зі спільного стебла. 